# Donovan Wilson
Donovan Junior Wilson (Shreveport, Luisiana, 21 de febrero de 1995) más conocido como Donovan Wilson, es un jugador profesional estadounidense de fútbol americano que se desempeña en la posición de safety en Dallas Cowboys, equipo de la National Football League (NFL).

## Carrera
Fue seleccionado en la sexta ronda en la Reunión Anual de Selección de Jugadores de la NFL de 2019. Hizo su debut profesional con el equipo Dallas Cowboys, donde lleva jugando cinco temporadas.